# Wołynianie

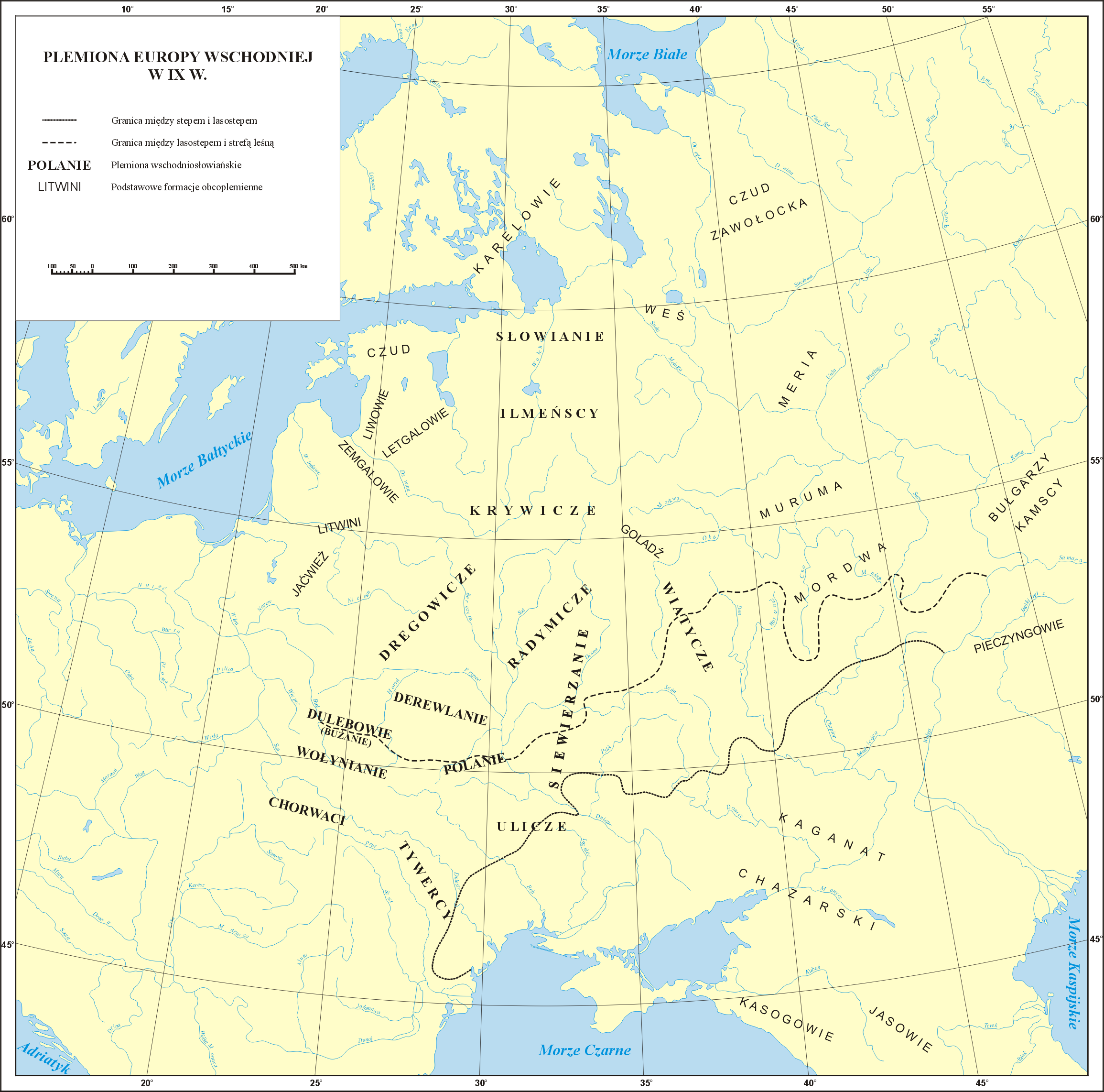
Orientacyjna mapa rozmieszczenia plemion w Europie Wschodniej w średniowieczu

Wołynianie – plemię słowiańskie zamieszkujące ziemie nad Bugiem i Styrem, którego przynależność do Słowian zachodnich lub wschodnich pozostaje w nauce przedmiotem dyskusji. Głównym grodem był Wołyń utożsamiany współcześnie z Gródkiem Nadbużańskim.
Wokół plemienia Wołynian w literaturze wśród historyków pojawiło się wiele licznych i sprzecznych hipotez odnośnie do jego związku z dwoma innymi nadbużańskimi plemionami: Dulebami i Bużanami. Niektórzy uczeni twierdzą, że Wołynianie, Dulebowie i Bużanie stanowili jedno plemię. Inni historycy identyfikują Wołynian z Bużanami, a jeszcze inni Wołynian z Dulebami. Rosyjski uczony – Aleksiej Szachmatow z kolei uważał, że wszystkie trzy powyższe plemiona żyły na tym samym obszarze, ale w różnych odstępach czasu, natomiast Gerard Labuda popierając teorię R. Jakimowicza, przedstawioną w książce Okres wczesnohistoryczny. Prehistoria ziem polskich, pisze że Wołynianie żyli obok Bużan, zaś Dulebów na tym terenie nigdy nie było.
Około 981 roku Włodzimierz I Wielki włączył terytoria Wołynian, zwane następnie Wołyniem, do Rusi Kijowskiej.